# 포스트 (브랜드)
포스트(POST)는 미국의 식품회사인 제너럴후드사(社)와의 기술제휴를 통해서 동서식품에서 제조발매하는 시리얼 브랜드이다.

## 역사
1984년 미국 제너럴후드사(社)의 기술제휴로 생산하였던 시리얼 브랜드로 주로 유럽이나 아메리카 국가 등에서 아침식사로 먹는 시리얼을 브랜드화하여 나온 상품이다. 대한민국을 비롯한 동아시아 국가들은 주로 쌀을 주식으로 하고 있는 문화가 강하여서 유럽이나 아메리카 같은 서구와는 다르게 시리얼 식문화가 드물었으나 1980년 농심이 미국 시리얼 제조사인 켈로그사(社)와의 기술제휴로 시리얼 제품을 생산하면서 1980년대부터 일부를 중심으로 시리얼 식문화가 전파되었으며 이러한 영향으로 동서식품이 미국 제너럴후드사와의 기술제휴를 통해서 생산하게 되었다.
현재에도 농심켈로그와 함께 시리얼 양대 시장을 이루고 있다.

## 제품
- 그래놀라
- 골든그래놀라
- 아몬드후레이크
- 초코후레이크
- 콘푸라이트
- 콘후레이크
- 오곡 코코볼
- 콘푸라이트바
- 콘푸라이트 베리요거트바
- 골든그래놀라바
- 오곡코코볼바